# Jan Hahn

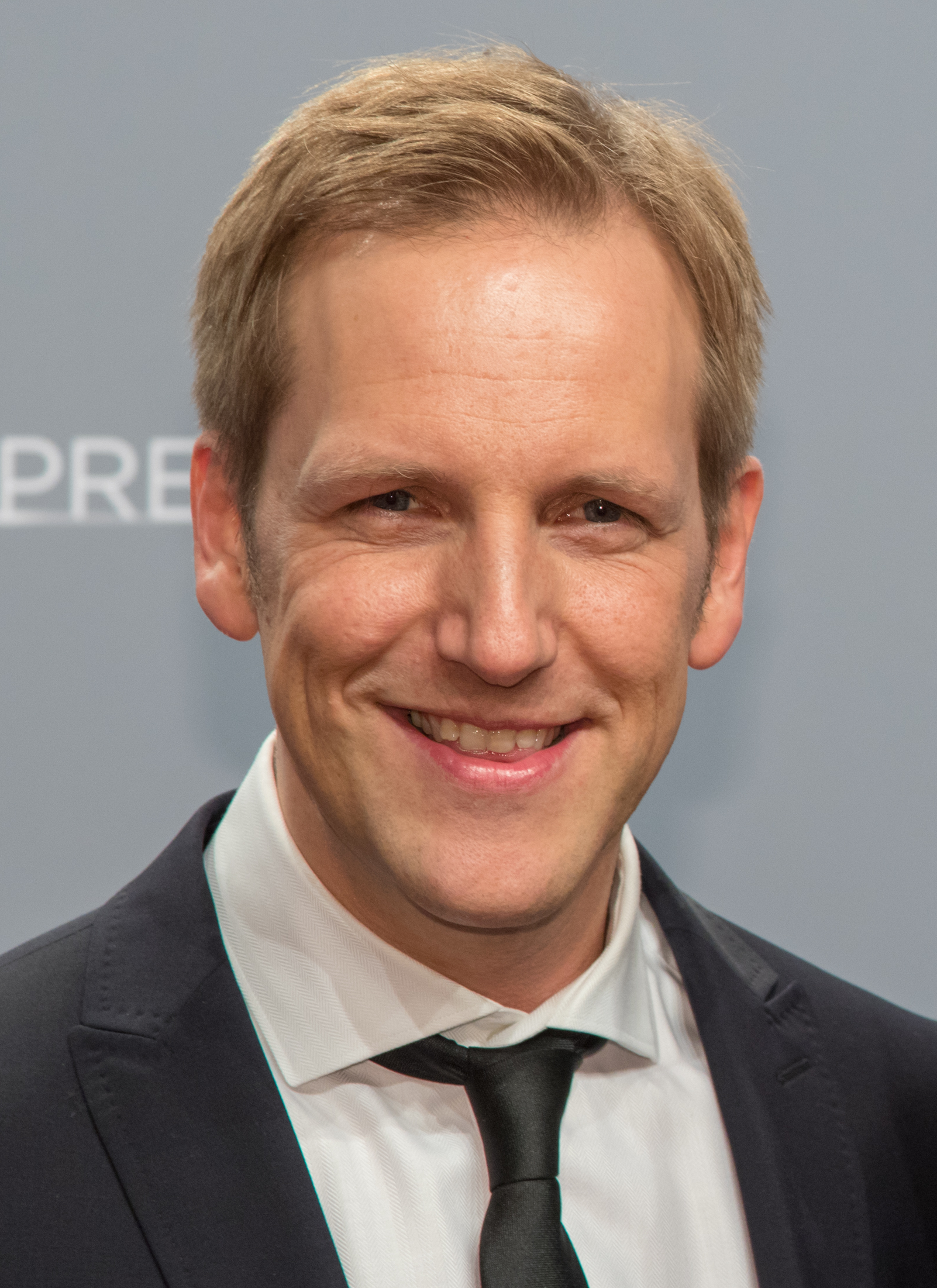
Jan Hahn, 2018

Jan Hahn (* 22. September 1973 in Leipzig; † 4. Mai 2021 in Köln) war ein deutscher Radio- und Fernsehmoderator sowie Schauspieler.

## Leben und Wirken
Nach dem Abitur absolvierte er in Berlin seinen Zivildienst und studierte im Anschluss von 1994 bis 1997 an der Universität Leipzig Kommunikations-, Medien- und Theaterwissenschaft. Während seiner Studienzeit arbeitete er beim Uniradio Mephisto 97.6 als Ressortleiter, Musikredakteur und als Tutor für den Hörfunk.
1996 moderierte Hahn die nrj drivetime und wirkte Off-Air als Musikchef bei Energy Sachsen, bis er 1997 zum öffentlich-rechtlichen MDR Sputnik wechselte. Dort arbeitete er als Moderator und Autor der Morgenshow Fett geweckt – Jan Hahns neuer Morgen und moderierte 2004 zusammen mit Alex Huth Die Sputnik-Nacht mit Hahn und Huth.
Seine erste Fernseherfahrung hatte er 2001 für den MDR mit der Sendung Let’s Dance als Außenmoderator. 2002 kehrte er wieder zum Radio zurück: Beim Berliner Sender Energy 103,4 moderierte er Die Jan-Hahn-Show. Nach kleineren TV-Moderationen wie der Überraschungskiste bei SAM auf ProSieben erhielt er 2003 sein eigenes Fernsehformat beim MDR Liebesgrüße aus …. 2005 wechselte er zu Sat.1 und moderierte dort Kämpf um deine Frau.
Von 2005 bis 2016 gehörte Hahn zum festen Team des Sat.1-Frühstücksfernsehens. Im September 2006 moderierte er zusammen mit Mareile Höppner das Finale von Verliebt in Berlin, die VIB-die Show und VIB-die Stars. Im September 2006 sendete er für den MDR Goldene Henne Voraus und Henne Danach. Im März 2010 und 2011 trat er als Wettkämpfer bei der TV total Wok-WM auf.
Im Video zum Song Altogether Ooky der Bloodhound Gang hat er einen kurzen Gastauftritt. Im September 2010 hatte Hahn für zwei Folgen einen Gastauftritt in der Telenovela Anna und die Liebe. 2011 spielte er einen Polizeioberkommissar in der Folge Liebe in Not der Fernsehserie Der letzte Bulle. Von Juli bis August 2011 moderierte er im MDR die Spielshow Zeit ist Geld. Auch moderierte er im September 2012 vertretungsweise das inzwischen wieder eingestellte Push – Das Sat.1-Magazin. Im September 2012 moderierte er die Verleihung des Clean Tech Media Award.
2016 veröffentlichte er gemeinsam mit Felix Bauer den Ratgeber Meine Sixpack-Challenge. Ab Oktober 2016 führte er für RTLplus durch die Wiederauflage des Glücksrads, die bis Dezember 2017 lief. Außerdem moderierte er ab Januar 2017 Guten Morgen Deutschland bei RTL, meist an der Seite von Susanna Ohlen.

## Privatleben und Tod
Hahn und seine langjährige Freundin Alissa Jung (* 1981) haben einen Sohn (* 1999) und eine Tochter (* 2004). Sie trennten sich im Herbst 2006. Hahn war von 2007 bis 2011 mit der Moderatorin Mirjam Weichselbraun liiert.
Mit seiner letzten Lebensgefährtin Constance Wendrich hat er eine Tochter, die im Mai 2019 geboren wurde. Hahn starb am 4. Mai 2021 im Alter von 47 Jahren an einer Krebserkrankung.